# 구 동양척식주식회사 목포지점
구 동양척식주식회사 목포지점(舊 東洋拓殖株式會社 木浦支店)은 전라남도 목포시에 있는 일제강점기의 건축물이다. 1999년 11월 20일 전라남도의 기념물 제174호로 지정되었다.

## 개요
일제시대 조선 농민의 수탈기관이었던 동양척식주식회사의 목포지점 건물이다. 동양척식주식회사는 1908년 일제가 한국의 경제를 독점, 착취하기 위해 한국내에 설립한 회사로, 목포시에는 중앙동에 자리하고 있다.
사리원지점과 함께 가장 중요했던 지점으로, 현재 남한 지역에서는 부산과 목포밖에 건물이 남아있지 않다. 규모에서도 부산지점보다 크며, 당시의 공공시설물로는 이 지역에 유일하게 남아있다.
1920년 경에 세운 것으로, 일제시대의 대표적 수탈기관으로서의 아픈 역사성과 시대성을 지닌 건물이다.

## 참고 문헌
- 구동양척식주식회사목포지점 - 국가유산청 국가유산포털